# Casa de Administración del Establecimiento de Guayacán
La Casa de Administración del Establecimiento de Guayacán, también conocida como Casa Urmeneta, es una construcción ubicada en el sector de Guayacán, en la ciudad chilena de Coquimbo. Fue declarada Monumento Nacional en 1990.

## Historia
La casona, de un piso y consistente en una fachada continua con un corredor portificado que da hacia la calle Rieles, fue construida con materiales de la zona hacia 1840 por Carlos Lambert. Posteriormente fue adquirida por José Tomás Urmeneta y Maximiano Errázuriz Valdivieso, quienes establecieron la casa como administración general de las fundiciones que poseían en la provincia de Coquimbo (en las localidades de Guayacán, Tongoy y Totoralillo).
La edificación tuvo diversos usos, siendo posteriormente utilizada como vivienda y casa comercial; hacia los años 1970 las dependencias eran utilizadas como laboratorio químico de la Empresa Nacional de Minería. A un costado de la iglesia y contigua a la casa de administración también se encuentra la casa Errázuriz, de carpintería con inspiración norteamericana. Fue declarada Monumento Nacional, en la categoría de Monumento Histórico, el 25 de octubre de 1990 debido a sus méritos arquitectónicos e históricos.